# Les Ressuintes
Les Ressuintes is een gemeente in het Franse departement Eure-et-Loir (regio Centre-Val de Loire) en telt 127 inwoners (1999). De plaats maakt deel uit van het arrondissement Dreux.

## Geografie
De oppervlakte van Les Ressuintes bedraagt 7,2 km², de bevolkingsdichtheid is 17,6 inwoners per km².

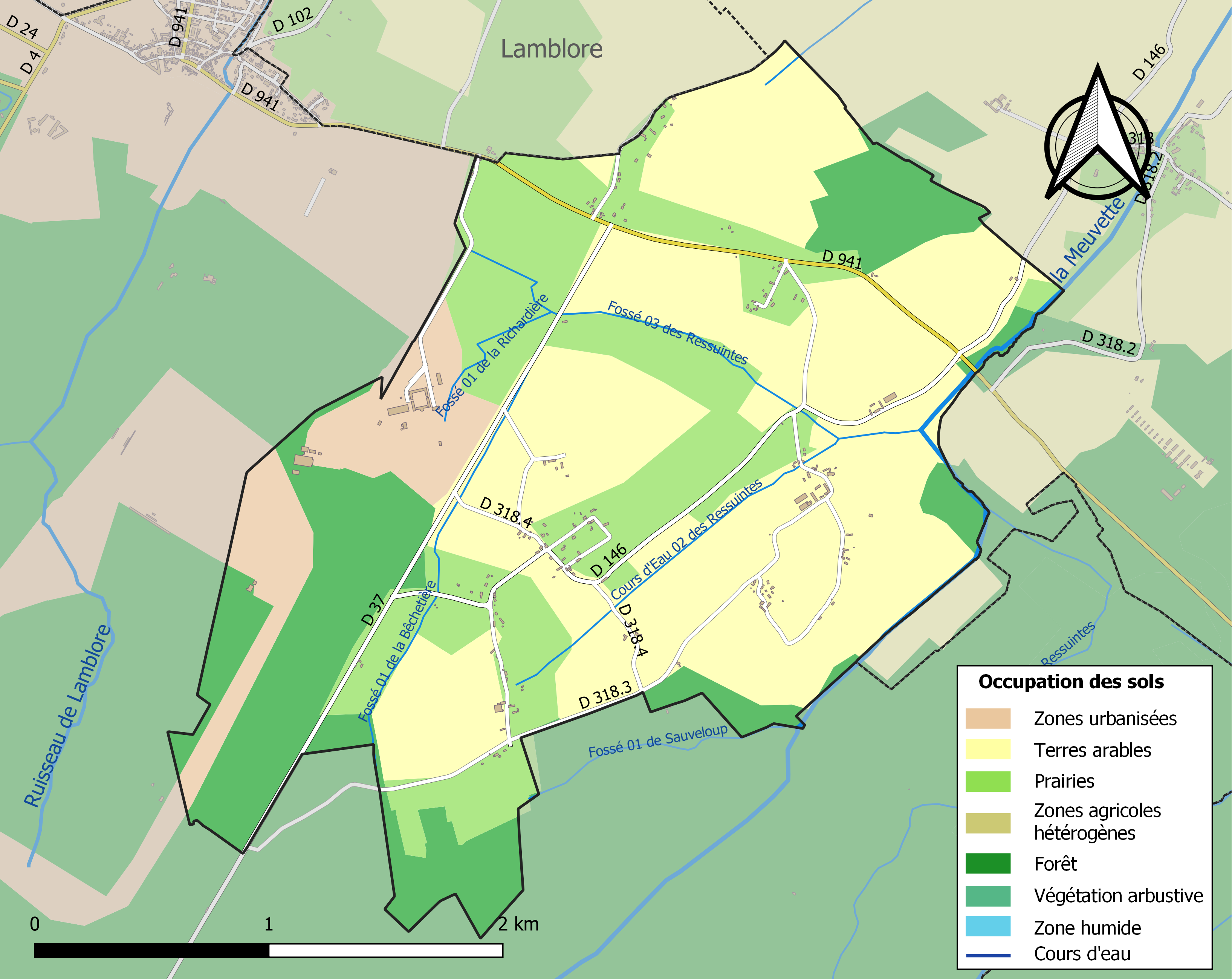
Kaart van de gemeente met de belangrijkste infrastructuur, bodemgebruik en omliggende gemeenten

## Demografie
Onderstaande figuur toont het verloop van het inwonertal (bron: INSEE-tellingen).